# المتحديان
المتحديان (بالإنجليزية: The Defiant Ones)‏ هو فيلم دراما تم إنتاجه في الولايات المتحدة وصدر في سنة 1958.

## بطولة
- توني كرتيس
- سيدني بواتييه

### ترشيحات وجوائز
| السنة | الحدث  | الفئة              | النتيجة  |
| ----- | ------ | ------------------ | -------- |
|       | أوسكار | أفضل تصوير سينمائي | فـــــوز |

## الميزانية والإيرادات
بلغت تكلفة إنتاج الفيلم حوالي 778,000 دولار.

## وصلات خارجية
- المتحديان على موقع IMDb (الإنجليزية)
- المتحديان على موقع الموسوعة البريطانية (الإنجليزية)
- المتحديان على موقع روتن توميتوز (الإنجليزية)
- المتحديان على موقع نتفليكس (الإنجليزية)
- المتحديان على موقع قاعدة بيانات الأفلام العربية
- المتحديان على موقع ألو سيني (الفرنسية)
- المتحديان على موقع Turner Classic Movies (الإنجليزية)
- المتحديان على موقع أول موفي (الإنجليزية)
- المتحديان على موقع فيلمافينيتي (الإسبانية)
- المتحديان على موقع قاعدة بيانات الأفلام السويدية (السويدية)

1. ↑  وصلة مرجع: http://www.cinematographers.nl/GreatDoPh/leavitt.htm.
2. ↑  Crowther, Bosley. نيويورك تايمز, film review, September 25, 1958. Last accessed: February 23, 2011. نسخة محفوظة 19 أبريل 2020 على موقع واي باك مشين.
3. ↑  "Awards for The Defiant Ones". IMDb.com. مؤرشف من الأصل في 2017-01-02. اطلع عليه بتاريخ 2009-07-19.
4. ↑  "Berlinale 1958: Prize Winners". berlinale.de. مؤرشف من الأصل في 2018-06-12. اطلع عليه بتاريخ 2010-01-04.